# Posta e Kosovës
Posta e Kosovës (укр. Пошта Косова) — національний оператор поштового зв'язку Косова зі штаб-квартирою в Приштині. Є акціонерною компанією. Член Всесвітнього поштового союзу.